# 1000 (број)
Хиљада или 1000 (у српскоме језику се јавља још и као тисућа) је број, нумерал и име глифа који представља тај број. 1000 је природан број који се јавља после броја 999, а претходи броју 1001.

## У математици
- Је збир Ојлерових фи функција првих 57 природних бројева
- Је сложен број који се факторише на просте чиниоце као 23 * 53 = 1000

## У спорту
- Преко 1000 професионалних утакмица у својој фудбалској каријери одиграли су: Питер Шилтон, Реј Клеменс, Пет Џенингс, Алан Бол, Нилтон Сантос, Дејвид Симан, Паоло Малдини, Андони Зубизарета, Роберто Карлос, Хавијер Занети у Рајан Гигс.[3]

## Занимљивости
- Јован Дучић, познати српски песник, написао је песму Сину тисућљетње културе.
- Свети Сава у Законоправилу користи ријеч тисућу,[2] као уосталом и сви Немањићи у својим повељама. Исто је и у Повељи Кулина бана, као и у повељи Ивана Црнојевића из 1468. године.[4]
- Је број година у једном миленијуму
- Хиљаду сунца је назив албума групе Линкин парк, који је издат 2010. године[5]
- Таузанд Оукс (у преводу 1000 храстова) је име града у Калифорнији.